# Jarim-Lim II
Jarim-Lim II – słabo znany amorycki król syryjskiego państwa Jamhad, panujący w połowie XVIII wieku p.n.e., syn Hammurapi I, brat Abba-Ela i ojciec Nikmepy.